# Riera de Cabrils
La riera de Cabrils és un curs fluvial de règim torrencial que neix al vessant oriental de la serralada de Marina i desemboca directament al Mediterrani, en un recorregut que no supera els cinc quilòmetres. Drena els municipis de Cabrils i de Vilassar de Mar.
A Vilassar de Mar aquest rial parteix el nucli urbà en dos sectors que corresponen al Veral de l'Ocata a ponent i el Veral Gran i el de Sant Pere a llevant.
Dins d'aquest municipi, la riera, era coneguda com a Torrent de les Boades en el tram des del Camí del Mig fins al Camí de Vilassar de Dalt. Des d'aquest punt fins al mar rebia el nom de Riera dels Corders ja que era l'espai utilitzat pels artesans que feien caps i cordes per a les drassanes establertes a la platja de Vilassar. Indústria manufacturera que subsistí fins a finals del segle xix.

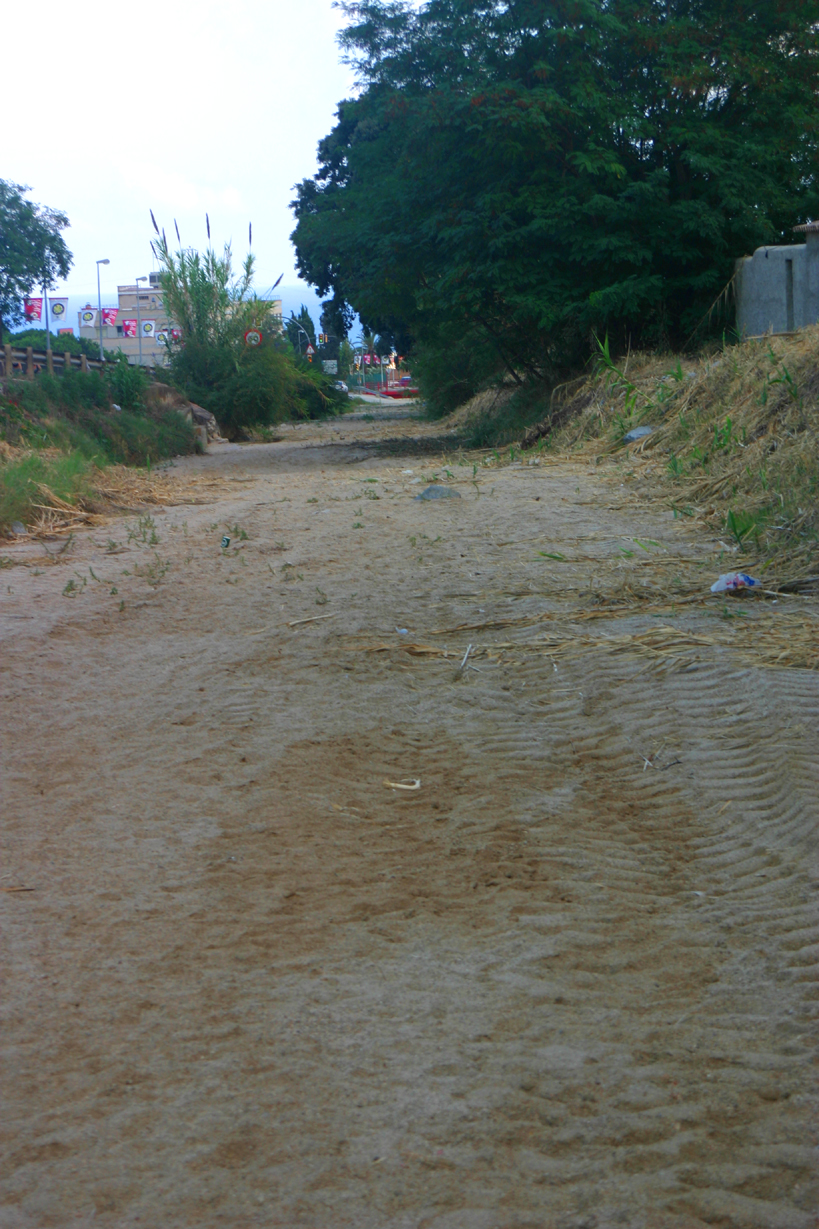
La riera de Cabrils, poc abans d'entrar al terme municipal de Vilassar de Mar
- Rierada d'estiu al pas per Vilassar de Mar.
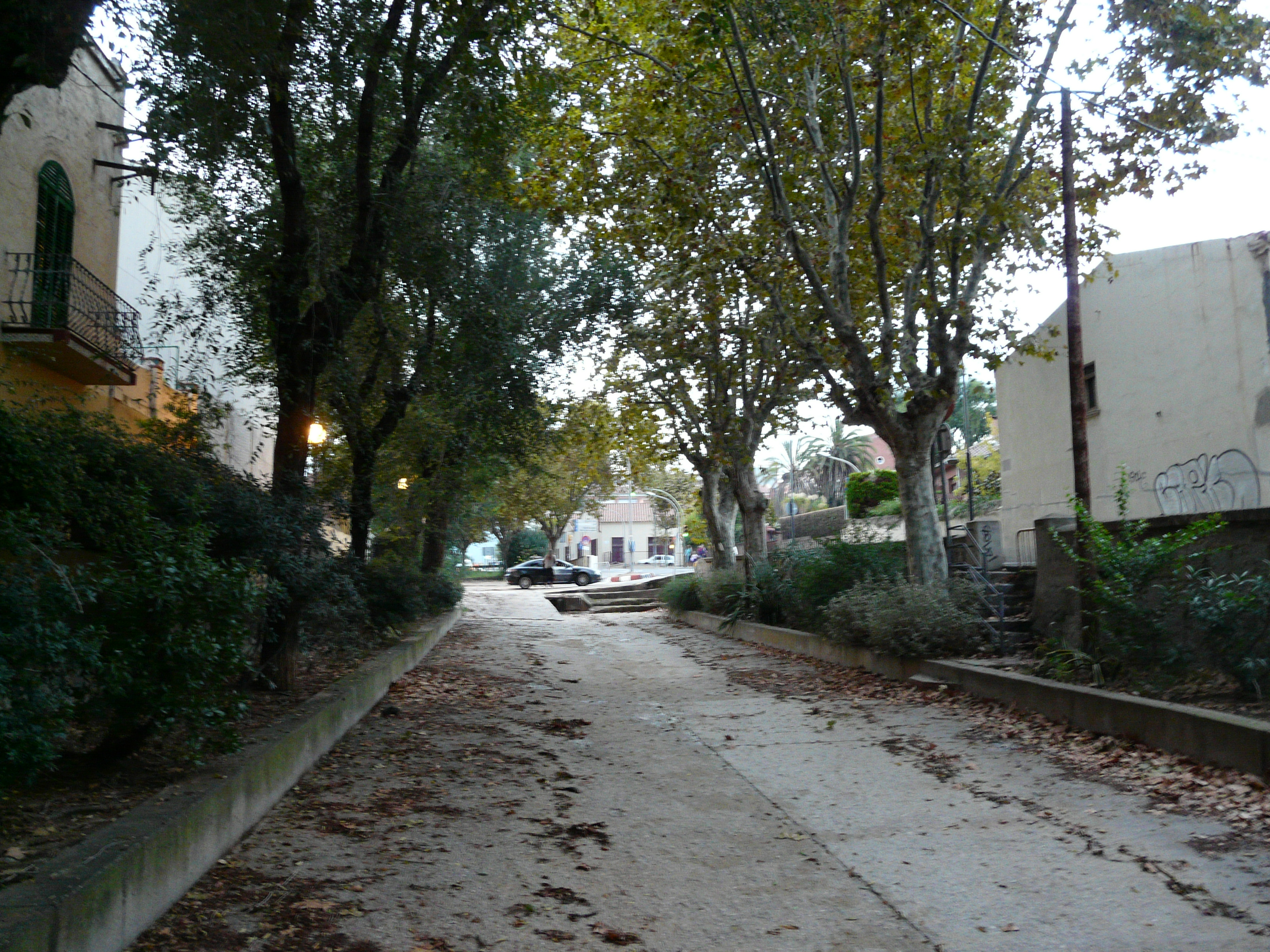
Riera de Cabrils, tram baix.